# Italie. Bien commun
Pour les articles homonymes, voir Bien commun (homonymie).
Italie. Bien commun (en italien Italia. Bene Comune) est une coalition politique italienne de centre gauche. Elle comprend trois partis politiques :
- Parti démocrate (Partito democratico, PD) ;
- Gauche, écologie et liberté (Sinistra Ecologia Libertà, SEL) ;
- Parti socialiste italien (Partito socialista italiano, PSI).

La coalition est lancée le 13 octobre 2012. Son candidat au poste de Président du Conseil est Pier Luigi Bersani, choisi les 25 novembre et 2 décembre 2012 lors d'une élection primaire ouverte. Le 28 décembre 2012, le Centre démocrate se joint à cette coalition. Puis, lors du dépôt des symboles électoraux, se coalisent avec le PD, le Parti populaire sud-tyrolien (en Trentin-Haut-Adige), les Modérés (en Sicile et Lombardie) et la liste Le Mégaphone de Rosario Crocetta (en Sicile). Dans la Vallée d'Aoste, le PD et le PSI soutiennent les candidats d'Autonomie Liberté Participation Écologie à la Chambre et au Sénat.

## Primaire
Le 25 novembre 2012, une élection primaire ouverte est organisée pour désigner le candidat de Italie. Bien commun au poste de président du Conseil. Le second tour a eu lieu le 2 décembre 2012, remporté par Pier Luigi Bersani.
| Candidats      | Candidats          | Étiquette        | Premier tour | Premier tour | Second tour | Second tour |
| Candidats      | Candidats          | Étiquette        | Voix         | %            | Voix        | %           |
| -------------- | ------------------ | ---------------- | ------------ | ------------ | ----------- | ----------- |
|                | Pier Luigi Bersani | PD               | 1 395 096    | 44,9         | 1 706 457   | 60,9        |
|                | Matteo Renzi       | PD               | 1 104 958    | 35,5         | 1 095 925   | 39,1        |
|                | Nichi Vendola      | SEL              | 485 689      | 15,6         |             |             |
|                | Laura Puppato      | PD               | 80 628       | 2,6          |             |             |
|                | Bruno Tabacci      | Centre démocrate | 43 840       | 1,4          |             |             |
|                |                    |                  |              |              |             |             |
| Votants        |                    |                  |              |              |             |             |
| Exprimés       | Exprimés           | Exprimés         | 1 181 626    |              | 2 741 685   |             |
| Blancs et nuls | Blancs et nuls     | Blancs et nuls   | 2 659        | 0,22         | 8 930       | 0,32        |